# Хенри Гант
Хенри Лоренс Гант (енгл. Henry Laurence Gantt; 20. мај 1861 — 23. новембар 1919) био је амерички машински инжењер и менаџер консултат, а најпознатији је по развоју Гантовог дијаграма.
Гант је написао стотине радова, три књиге, а био је и предавач на већем броју факултета и универзитета. Његов допринос развоју менаџмента се огледа у унапређењу мотивације запослених на бази усавршавања система компензација. Гант је заменио систем диференцираних надница системом бонуса:
- сваки радник који испуни радну норму добија бонус
- манаџер добија бонус за сваког подређеног радника који испуни норму, плус екстра бонус у случају када је организациони део који је у његовој надлежности испунио план.[1]

Гант се залагао за јавно рангирање радника, тј. јавно објављивање учинка сваког појединачног радника на посебним графиконима. Позитивне промене у продуктивности рада бележене су црним квадратићима, а негативне црвеним. Из те идеје су 1910. развијени тзв. „гантограми“ (Гантови дијаграми, енгл. Gantt chart), визуелна помагала за графички приказ распореда задатака и динамику обављана посла, који притом дају увид у трошкове и потребу за реорганизацијом и репрограмирањем. Гантограми су имали велики значај за пројектне менаџере у бродоградњи, мостоградњи, авио-индустрији и сл.
У каснијим годинама Хенри Гант је писао о лидерству и организацији. Сматрао је да оно мора бити засновано на чињеницама и способностима, а не умишљености или фаворизовању.